# Cpt. Nepomuk’s Friendly Heart Choir Club
Der Cpt. Nepomuk’s Friendly Heart Choir Club ist ein Benefizprojekt zugunsten der Betroffenen der Hochwasser in Bayern im Mai und Juni 2013. Initiiert wurde es von Till Hofmann, einem der Inhaber des Plattenlabels Millaphon Records, Michaela Hohl, Organisatorin der Kunstnacht Passau, sowie dem Musiker Willy Astor.

## Hintergrund
Hofmann, der selbst aus Passau stammt und während der Flut als Helfer vor Ort war, schrieb gemeinsam mit Gerd Baumann den Text für den Titel Weida mitanand. Die Musik dazu komponierte Baumann mit Peter Horn von den Bananafishbones. Den Rap textete Keno Langbein von Moop Mama. An vier Tagen im Juni 2013 wurde der Titel nach dem Vorbild von Band Aid von verschiedenen bayerischen Künstlern im Millaton Studio eingesungen. Die Single erschien am 21. Juni 2013. Alle Einnahmen gehen zugunsten der PNP-Hilfsaktion Stiftung der Passauer Neuen Presse.

## Beteiligte Künstler
- Willy Astor
- Peter Brugger (Sportfreunde Stiller)
- Eugen Kern-Emden aka „Eugen Mondbasis“ (The Moonband)
- Monika Gruber
- Tobi Koark-Haberl & Matze Brustmann (Balloon Pilot)
- Maria Hafner & Julia Loibl (Hasemanns Töchter)
- Sebastian & Peter Horn (Bananafishbones)
- JJ Jones
- Evi Keglmaier (Zwirbeldirn)
- Keller Steff
- Mathias Kellner
- Claudia Koreck
- Keno Langbein (Moop Mama)
- LaBrassBanda
- Gudrun Mittermeier (Somersault)
- Wolfgang Niedecken (BAP)
- Karin Rabhansl
- Hannes Ringlstetter
- Marcus H. Rosenmüller
- Konstantin Wecker
- Floh Schuster & Bernhard Wunderlich (Blumentopf)
- die Kinder Bela Baumann, Fanny & Emil Hofmann uvm.

### Musiker
- Gerd Baumann (Gitarre)
- Maria Hafner (Geige)
- Peter Horn (Gitarren, Bass)
- Martin Kälberer (Akkordeon)
- Fany Kammerlander (Cello)
- Evi Keglmeier (Bratsche)
- Peter Laib (Basstrompete)
- Martin Probst (Schlagzeug)